# Apostolisches Exarchat Griechenland
Das Apostolische Exarchat Griechenland (lat.: Apostolicus Exarchatus Graeciae) ist ein Apostolisches Exarchat für die katholischen Gläubigen in Griechenland, die dem Byzantinischen Ritus angehören, der Griechischen griechisch-katholischen Kirche. Das Exarchat geht auf das 1911 von Papst Pius X. begründete Exarchat für die griechisch-katholischen Gläubigen im Osmanischen Reich zurück und wurde 1932 errichtet. Dem Jurisdiktionsbezirk gehören heute etwas mehr als 2000 Katholiken in Griechenland und 40 in der europäischen Türkei an, wo das Exarchat anfangs seinen Sitz in Istanbul hatte. Für ihre Seelsorge stehen 7 Priester zur Verfügung, die alle ursprünglich im lateinischen Ritus geweiht worden sind und daher auch zum Zölibat verpflichtet sind. Sitz des Exarchen ist Athen.
Neben dem Exarchat existieren in Griechenland auch mehrere römisch-katholische Bistümer des lateinischen Ritus. (vgl. Römisch-katholische Kirche in Griechenland). „Griechisch-katholisch“ hingegen bezeichnet alle byzantinischen Rituskirchen. Da es in der heutigen Türkei fast keine Gläubigen des Ritus gibt, versteht man unter Griechischer griechisch-katholischen Kirche heute im Allgemeinen das Exarchat Griechenland.

## Geschichte
1826 begann der katholische Priester Johannes Marangos eine Mission unter den orthodoxen Christen Konstantinopels, wo ihm die Errichtung einer kleinen Gemeinde gelang. 1878 zog er dann nach Athen weiter, wo er 1885 verstarb. Auch dort hatte er eine Gemeinde gegründet. Des Weiteren hatte er zwei kleine Dörfer in Thrakien für den katholischen Glauben gewonnen.
Nachdem 1895 die Assumptionisten ihre Arbeit in Konstantinopel aufnahmen, ein Priesterseminar und zwei weitere kleine Gemeinden gründeten, zählte man 1910 etwa 1.000 Gläubige mit 12 Priestern, von denen 10 Assumptionisten waren.
Am 11. Juni 1911 errichtete Papst Pius X. ein eigenständiges Exarchat für die griechischen Katholiken im Osmanischen Reich und ernannte am 28. Juni des gleichen Jahres mit Isaias Papadopoulos den ersten Bischof. Waren bis dahin alle Gemeinden von der Apostolischen Delegation in Athen abhängig, so hatte der neue Bischof seinen Sitz zunächst in Konstantinopel. 1922 übersiedelte der Bischof infolge des Griechisch-Türkischen Krieges nach Athen. Nach dem Krieg kam es 1923/24 zu einem Bevölkerungsaustausch zwischen Griechenland und der Türkei. In diesem Kontext siedelten fast alle katholischen Gläubigen des byzantinischen Ritus nach Mazedonien über, was Bischof George Calavassy zu beaufsichtigen hatte. 1923 wurde das Ordinariat in den Rang eines Apostolischen Exarchates erhoben. Für die Türkei wurde 1932 in Istanbul ein eigener Exarch eingesetzt. Dieser Posten wird wegen der geringen Zahl von Gläubigen aber nicht mehr besetzt.

## Apostolische Exarchen von Griechenland
- George Calavassy (1932–1957)
- Hyakinthos Gad (1958–1975)
- Anargyros Prindezis (1975–2008)
- Dimitrios Salachas (2008–2016)
- Manuel Nin OSB (seit 2016)

## Statistik
| Jahr | Bevölkerung | Bevölkerung | Bevölkerung | Priester     | Priester         | Priester       | Priester               | Ständige Diakone | Ordensleute  | Ordensleute      | Pfarreien |
| Jahr | Katholiken  | Einwohner   | %           | Gesamtanzahl | Diözesanpriester | Ordenspriester | Katholiken je Priester | Ständige Diakone | Ordensbrüder | Ordensschwestern | Pfarreien |
| ---- | ----------- | ----------- | ----------- | ------------ | ---------------- | -------------- | ---------------------- | ---------------- | ------------ | ---------------- | --------- |
| 1950 | 1.710       | 7.800.000   | 0,0         | 14           | 14               |                | 122                    |                  |              | 20               | 3         |
| 1970 | 3.000       | ?           | ?           | 15           | 15               |                | 200                    |                  |              | 34               | 2         |
| 1980 | 2.500       | ?           | ?           | 14           | 14               |                | 178                    |                  |              | 22               | 2         |
| 1990 | 2.300       | ?           | ?           | 12           | 12               |                | 191                    |                  |              | 17               | 2         |
| 1999 | 2.300       | ?           | ?           | 8            | 8                |                | 287                    | 2                |              | 10               | 3         |
| 2000 | 2.300       | ?           | ?           | 7            | 7                |                | 328                    | 2                |              | 10               | 3         |
| 2001 | 2.300       | ?           | ?           | 7            | 7                |                | 328                    | 1                |              | 10               | 3         |
| 2002 | 2.300       | ?           | ?           | 7            | 7                |                | 328                    | 1                |              | 10               | 3         |
| 2003 | 2.300       | ?           | ?           | 8            | 8                |                | 287                    | 2                |              | 10               | 3         |
| 2004 | 2.300       | ?           | ?           | 8            | 8                |                | 287                    | 2                |              | 10               | 3         |
| 2009 | 2.500       | ?           | ?           | 11           | 11               |                | 227                    | 1                |              | 15               | 3         |
| 2013 | 6.000       | ?           | ?           | 7            | 7                |                | 857                    |                  |              | 15               | 3         |
| 2016 | 6.000       | ?           | ?           | 7            | 7                |                | 857                    |                  |              | 11               | 3         |

## Kirchen und Kapellen
Neben der Kathedralpfarrei Hl. Dreifaltigkeit in Athen besteht eine Pfarrei St. Peter und Paul im zentralmakedonischen Giannitsa. Ferner existieren Kapellen auf der Kykladeninsel Syros (Christi Geburt) und im ostattischen Nea Makri (Mariä Geburt).

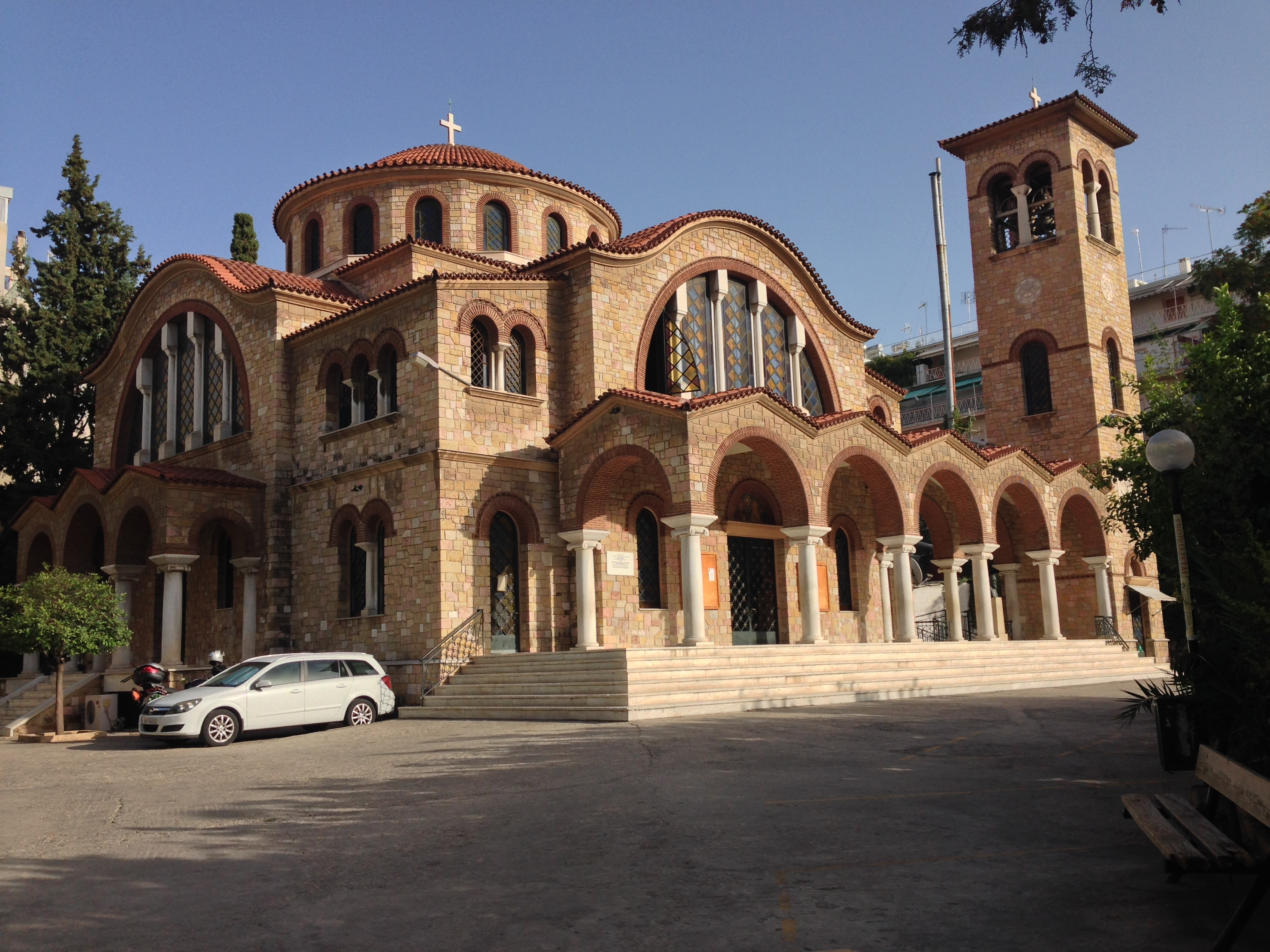
Kathedrale in Athen
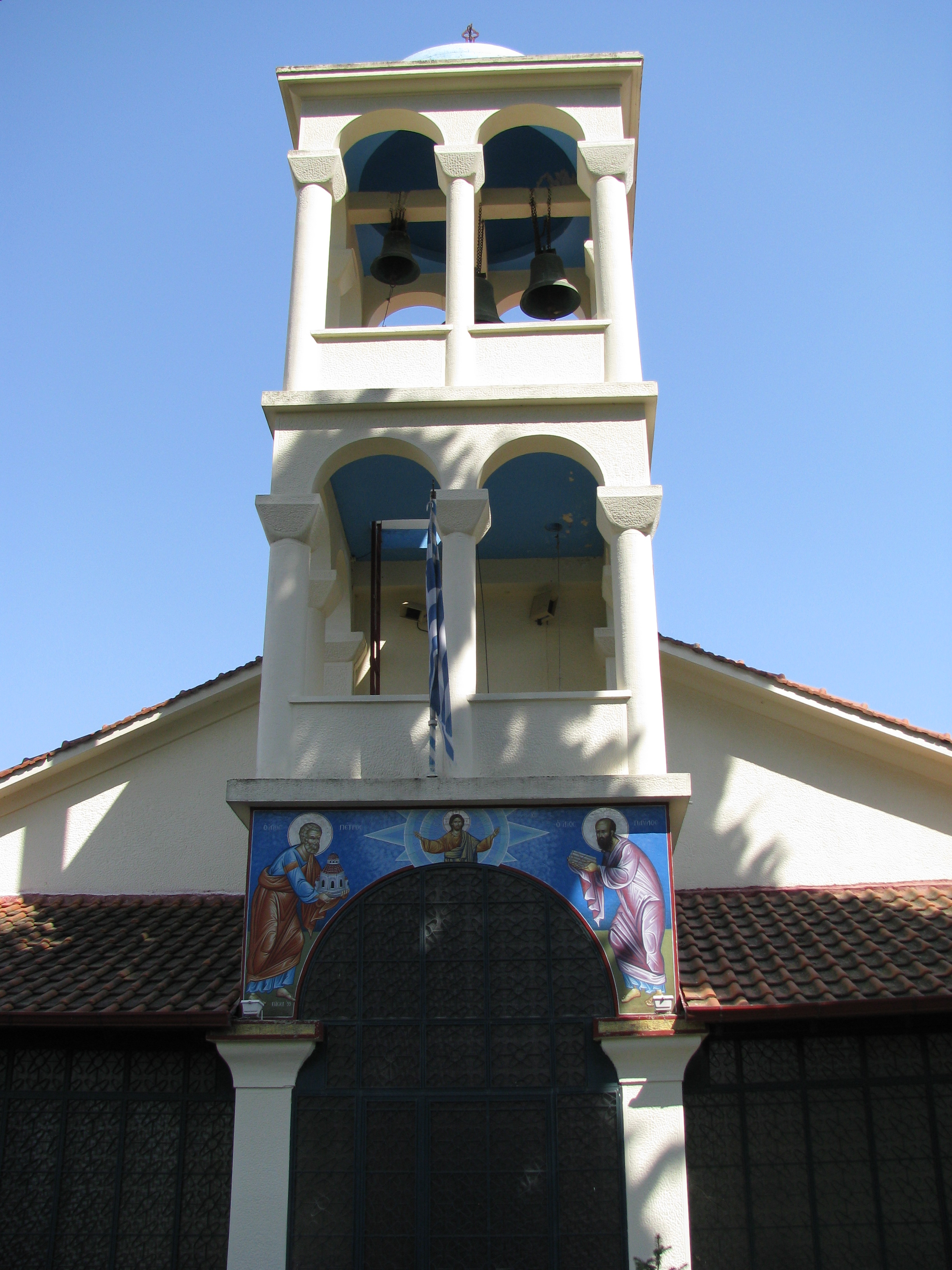
Pfarrkirche in Giannitsa

## Aktivitäten
Die kleine Gemeinschaft ist besonders durch das 1944 gegründete Pammakaristos-Krankenhaus in Athen bekannt, das heute als eines der besten Spitäler des Landes gilt.